# Орден Святого Раймунда Пеньяфортського
Орден Хреста Святого Раймунда Пеньяфортського (ісп. Orden de la Cruz de San Raimundo de Peñafort) — іспанський цивільний орден за заслуги. Засновані 23 січня 1944 року, п'ять класів визнають заслуги та внесок у розвиток і вдосконалення права та юриспруденції. Три медалі ордена відзначають роки бездоганної служби в юридичних та адміністративних професіях під юрисдикцією Міністерства юстиції. Орден названий на честь святого Раймонда Пеньяфортського, покровителя юристів.

## Класи

### Хрести
П'ять класів хрестів ордена Св. Раймунда Пеньяфортського можуть бути нагороджені державними службовцями, залученими до управління правосуддям; професіонали, які безпосередньо працюють у сфері юстиції; ті, хто зробив внесок у розвиток права, вивчення канонічного права, законодавчу та організаційну роботу для держави; автори юридичних видань, що мають відповідне значення; засновники та члени органів і установ, що займаються удосконаленням законодавства та юриспруденції. Класи такі:
- Гранд-Крос (Гран Круз)
- Почесний хрест (Cruz de Honor)
- Почесний хрест першого класу (Cruz Distinguida de Primera Clase)
- Почесний хрест другого класу (Cruz Distinguida de Segunda Clase)
- Одинарний хрест (Крус Сенчілла)

### Медалі
Медалями ордена Святого Раймона Пеньяфорта нагороджуються юристи та адміністративні професіонали, які працюють під юрисдикцією Міністерства юстиції. Медалі відзначають роки бездоганної служби. Класи такі:
- Золота медаль «За заслуги в правосудді» (Medalla de Oro del Mérito a la Justicia)
- Срібна медаль «За заслуги в правосудді» (Medalla de Plata del Mérito a la Justicia)
- Бронзова медаль «За заслуги в правосудді» (Medalla de Bronce del Mérito a la Justicia)